# Бутано-венгерские отношения
Бутано-венгерские отношения — двусторонние международные отношения между Венгрией и Бутаном. Дипломатические отношения между странами никогда не устанавливались.

## Сравнение двух стран
| Бутан                    | Венгрия                 | Сравнение по        |
| ------------------------ | ----------------------- | ------------------- |
| 38 394 км²               | 93 030 км²              | Площадь             |
| 787 424 чел.             | 9 584 627 чел.          | Население           |
| 21,5                     | 102,3                   | Плотность населения |
| Тхимпху                  | Будапешт                | Столица             |
| Дзонг-кэ, английский     | Венгерский              | Официальный язык    |
| Бутанский нгултрум (BTN) | Венгерский форинт (HUF) | Валюта              |
| 10 млрд                  | 406 млрд                | ВВП                 |
| bt.                      | hu.                     | Интернет-символ     |
| UTC+6                    | UTC+1 (CET)             | Часовой пояс        |

## История

### Общественные связи
18 сентября 2011 года в Будапеште состоялось официальное учреждение Венгерско-Бутанского общества дружбы. Деятельность общества направлена на развитие связей между Венгрией и Бутаном в различных сферах, включая академическое сотрудничество, культурный обмен (литература, музыка, традиции), туризм, образование и содействие устойчивому развитию. В конце ноября 2017 года при участии Общества в Венгрии была открыта выставка, посвященная Бутану. Организацию возглавляет Золтан Вальчичак.

### Академическое сотрудничество
Академические контакты между Венгрией и Бутаном получили развитие с 2014 года. В этом году Университет Святого Иштвана (SZIE) в Гёдёллё посетила Аши Сангай Чоден Вангчук. Визит был организован при содействии почетного консула Барбары Рипль. В ходе визита было подписано соглашение между «Офисом Королевы-матери Бутана» и Университетом Святого Иштвана. Соглашение предусматривало сотрудничество в области высшего образования (бакалавриат, магистратура, докторантура), академическую мобильность студентов и преподавателей, а также проведение совместных исследований.
В 2016 году представители Университет Святого Иштвана и Университета Земмельвайса посетили Королевский колледж Тхимпху (Royal Thimphu College, RTC) — частный университет Бутана, основанный в 2009 году. В результате встречи с президентом RTC Тхакуром С. Поудьелом (ранее занимавшим пост министра образования Бутана) было установлено сотрудничество между SZIE и RTC. Согласно интервью с представителем SZIE, основой для сближения послужили общие взгляды на экологические и устойчивые подходы к развитию. Президент RTC подтвердил намерение поддерживать сотрудничество между вузами.
В 2017 году Университет Святого Иштвана и Королевский колледж Тхимпху подали заявку и получили финансирование по программе международной кредитной мобильности Erasmus+ (KA107). Эта программа была запущена Европейской комиссией в 2015 году с целью вовлечения неевропейских регионов в программы мобильности в сфере высшего образования, включая наименее развитые страны, к которым по классификации программы относился и Бутан. Финансирование Erasmus+ позволило устранить для участников обмена такие барьеры, как визовые финансовые требования и плата за обучение. Первые обмены студентами и персоналом между SZIE и RTC начались летом и осенью 2018 года. Представитель SZIE отмечала, что инцидент, связанный с необходимостью оказания срочной медицинской помощи бутанской студентке во время ее пребывания в Венгрии, способствовал укреплению связей между университетами.
В рамках сотрудничества представителем SZIE упоминалась потенциальная возможность проведения сравнительных исследований, например, в области изучения активных веществ лекарственных растений, чему способствует низкий уровень загрязнения в Бутане. Также была высказана надежда на установление прямых дипломатических отношений между Венгрией и Бутаном, что, по мнению представителя SZIE, могло бы создать условия для включения Бутана в венгерскую государственную стипендиальную программу Stipendium Hungaricum.

## Совместные международные организации
Совместные международные организации Бутана и Венгрии — Международная ассоциация развития, ЮНЕСКО, Многостороннее агентство по инвестиционным гарантиям, Организация Объединённых Наций, Всемирный почтовый союз, Международный банк реконструкции и развития, Международный союз электросвязи, Организация по запрещению химического оружия, Международная финансовая корпорация и Интерпол.